# حمام حاجی
حمام حاجی مربوط به دوره قاجار است و در رشت، محله ساغری‌سازان، خیابان شهید مطهری، گذر بادی الله، نبش کوچه تحویلی واقع شده و این اثر در تاریخ ۱۱ مهر ۱۳۸۳ با شمارهٔ ثبت ۱۱۱۴۸ به‌عنوان یکی از آثار ملی ایران به ثبت رسیده‌است.